# Blohm & Voss P 184
Die Blohm & Voss P 184 war ein deutsches Projekt eines strategischen Bomben- und Fernaufklärungsflugzeugs aus der Zeit des Zweiten Weltkrieges, das über das Planungsstadium nicht hinauskam.

## Aufbau
Die Pläne wurden vom Chefkonstrukteur von Blohm & Voss, Richard Vogt, ausgearbeitet. Vogt entwarf einen Mitteldecker mit kreisrundem Rumpfquerschnitt und fast gerader Tragfläche mit nach oben abgewinkelten Außenflächen und nahezu gleichbleibender Tiefe, die mit 2 mm starkem Stahlblech beplankt werden sollte. Der Aufbau war möglichst einfach gehalten und bestand größtenteils aus dem nicht kriegswichtigen Werkstoff Stahl. Der Kastenholm im Flügelmittelstück diente gleichzeitig als Kraftstoffbehälter und Anschlusspunkt für die vier BMW-Motoren. Diese waren in nach hinten auslaufenden Gondeln untergebracht, die auch zur Aufnahme des aus vier einzelnen Haupträdern samt Streben bestehenden Heckradfahrwerks dienten. Ein weiterer Tank mit 1,8 m Durchmesser war im Rumpf untergebracht. Die aus fünf Mann bestehende Besatzung befand sich in einer vollverglasten Druckkabine, von der aus auch der ferngesteuerte Heckabwehrstand FDL 131 Z über ein Periskop bedient werden konnte. Das normal ausgeführte Leitwerk besaß gepfeilte Vorderkanten, das Seitenleitwerk war auf den Rumpf aufgesetzt.

## Technische Daten
| Kenngröße             | Daten                                                     |
| --------------------- | --------------------------------------------------------- |
| Besatzung             | 5                                                         |
| Spannweite            | 35,80 m                                                   |
| Länge                 | 17,30 m                                                   |
| Flügeltiefe           | 2,20 m                                                    |
| Flügelfläche          | 82,00 m²                                                  |
| Flügelstreckung       | 15,6                                                      |
| Startmasse            | 39.225 kg (ohne Bombenlast)                               |
| Antrieb               | vier Doppelsternmotoren BMW 801 E, je 1.950 PS (1.434 kW) |
| Höchstgeschwindigkeit | 500 km/h                                                  |
| Gipfelhöhe            | 8.840 m                                                   |
| Reichweite            | 7.500 km                                                  |
| Bewaffnung            | ein MK 108, zwei MG 131                                   |
| Bombenlast            | 4.000 kg                                                  |